# Thermovirga lienii
Thermovirga lienii è una specie di batterio appartenente alla famiglia delle Syntrophomonadaceae.